# 開花駅
開花駅（ケファえき）は、大韓民国ソウル特別市江西区開花洞にあるソウル市メトロ9号線の駅。同線の起点である。駅番号は901。
ソウル特別市内の駅としては最西端に位置する。

## 歴史
- 2009年7月24日 - 開業。

## 駅構造

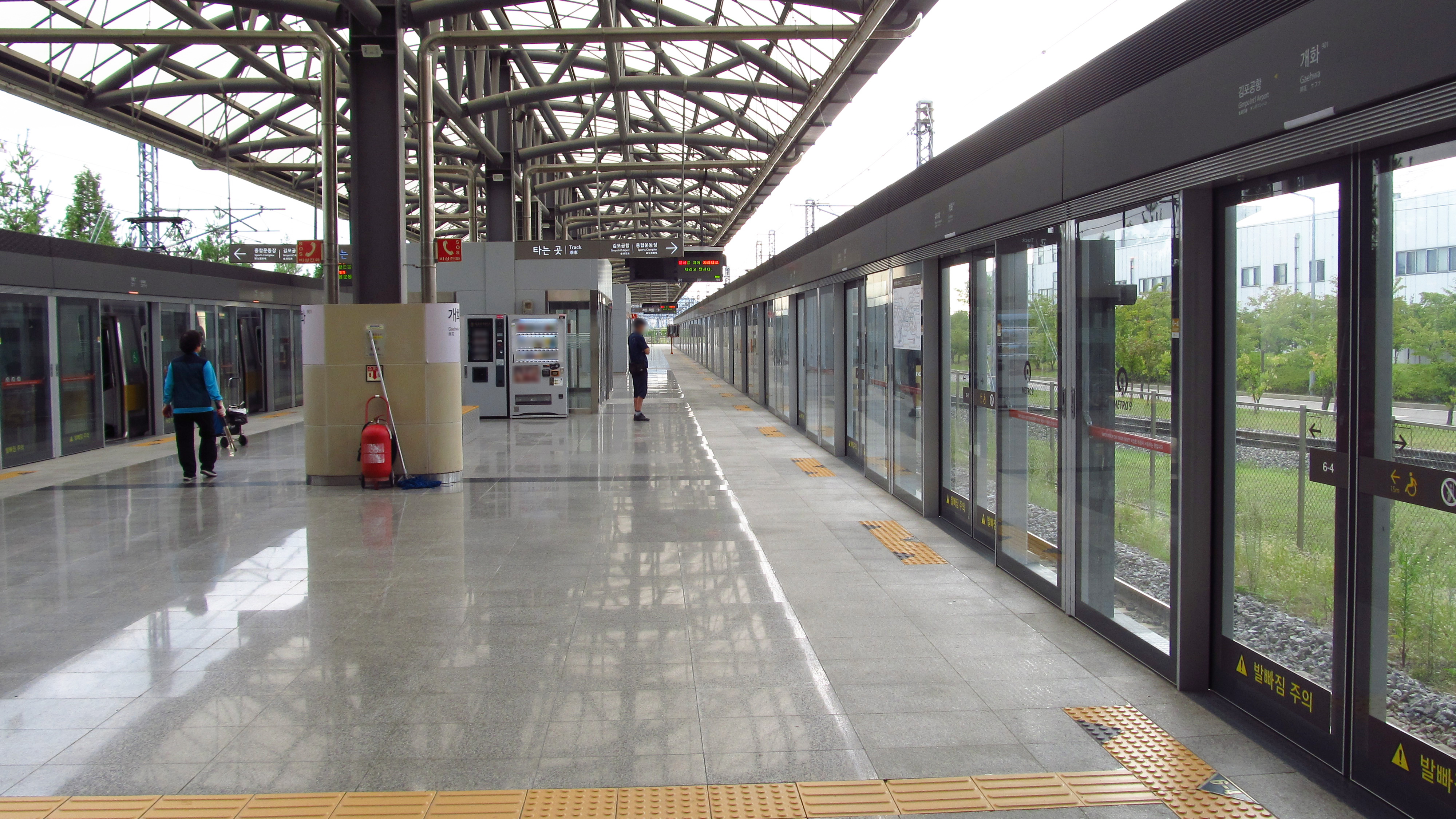
ホーム

9号線の駅のうち唯一の地上駅で、ホームは1階に、改札口は2階にある。駅舎は金浦車両事業所の敷地内にある。
ホームは1面2線の島式ホームである。開業当初より9号線の駅では唯一ホームドアが設置されていなかったが、2017年よりホームドア設置工事が行われ、2018年3月に稼働を開始した。改札口に通じる階段は北東端の方に1か所、エレベーターも同じく北東端の方に1基ある。
化粧室は改札内にある。

### のりば
| 北側のりば（下り） | 9号線 | 金浦空港・汝矣島・高速ターミナル・総合運動場方面 |
| 南側のりば（下り） | 9号線 | 金浦空港・汝矣島・高速ターミナル・総合運動場方面 |

## 利用状況
近年の一日平均利用人員推移は下記のとおり。なお、2009年は開業日の7月24日から12月31日までの161日間の平均である。
| 路線  | 路線     | 2009年 | 2010年 | 2011年 | 2012年 | 2013年 | 2014年 | 2015年 | 出典  |
| ----- | -------- | ------ | ------ | ------ | ------ | ------ | ------ | ------ | ----- |
| 9号線 | 乗車人員 | 2,322  | 3,019  | 3,508  | 4,128  | 5,409  | 5,943  | 6,349  | [ 1 ] |
| 9号線 | 降車人員 | 1,221  | 1,560  | 1,983  | 2,588  | 3,432  | 3,774  | 3,996  | [ 1 ] |
| 9号線 | 乗降人員 | 3,543  | 4,579  | 5,491  | 6,716  | 8,841  | 9,717  | 10,345 |       |

## 駅周辺
金浦国際空港の北側に位置する。駅周辺は、北東側の小高い山のふもとに小さな集落があるほかは田園地帯である。仁川広域市桂陽区との境界にも近い。5号線開花山駅へは南東へ約1km離れている。
- 江西公営車庫地
- 開花検問所
- 開花山
- 金浦車両事業所
- ソウル市メトロ9号線本社
- 仁川国際空港高速道路金浦空港インターチェンジ（朝鮮語版）

### バス路線
| 開花駅・江西公営車庫地          | 601 - 605 - 6631 - 6632 |
| 駅舎前                          | 601 - 605 - 6631 - 6632 |
| 開花検問所[北]                  | 6641 - 6647 - 9602 2 - 6 - 8 - 9-1 - 66 - 60-2 - 60-3 - 66 - 68 - 69 - 88 - 380 - 631 - 1002 - 9000 - 300 33 - 85 - 85-1 - 150                           |
| 開花洞道 (金浦・仁川・高陽方面) | 6641 - 6647 - 9602 2 - 6 - 8 - 9-1 - 66 - 60-2 - 60-3 - 66 - 68 - 69 - 88 - 380 - 631 - 1002 - 9000 - 300 33 - 85 - 85-1 - 150                           |
| 開花検問所[南]                  | 601 - 605 - 6631 - 6632 - 6641 - 6647 - 9602 2 - 6 - 8 - 9-1 - 66 - 60-2 - 60-3 - 66 - 68 - 69 - 88 - 380 - 631 - 1002 - 9000 - 300 33 - 85 - 85-1 - 150 |
| 開花洞道 (市内方面)             | 601 - 605 - 6631 - 6632 - 6641 - 6647 - 9602 2 - 6 - 8 - 9-1 - 66 - 60-2 - 60-3 - 66 - 68 - 69 - 88 - 380 - 631 - 1002 - 9000 - 300 33 - 85 - 85-1 - 150 |

バスの乗換センターが江西公営車庫地の近くに建設中である。

## 隣の駅
ソウル市メトロ9号線
 9号線
一般（各駅停車）
開花駅 (901) - 金浦空港駅 (902)

## ギャラリー

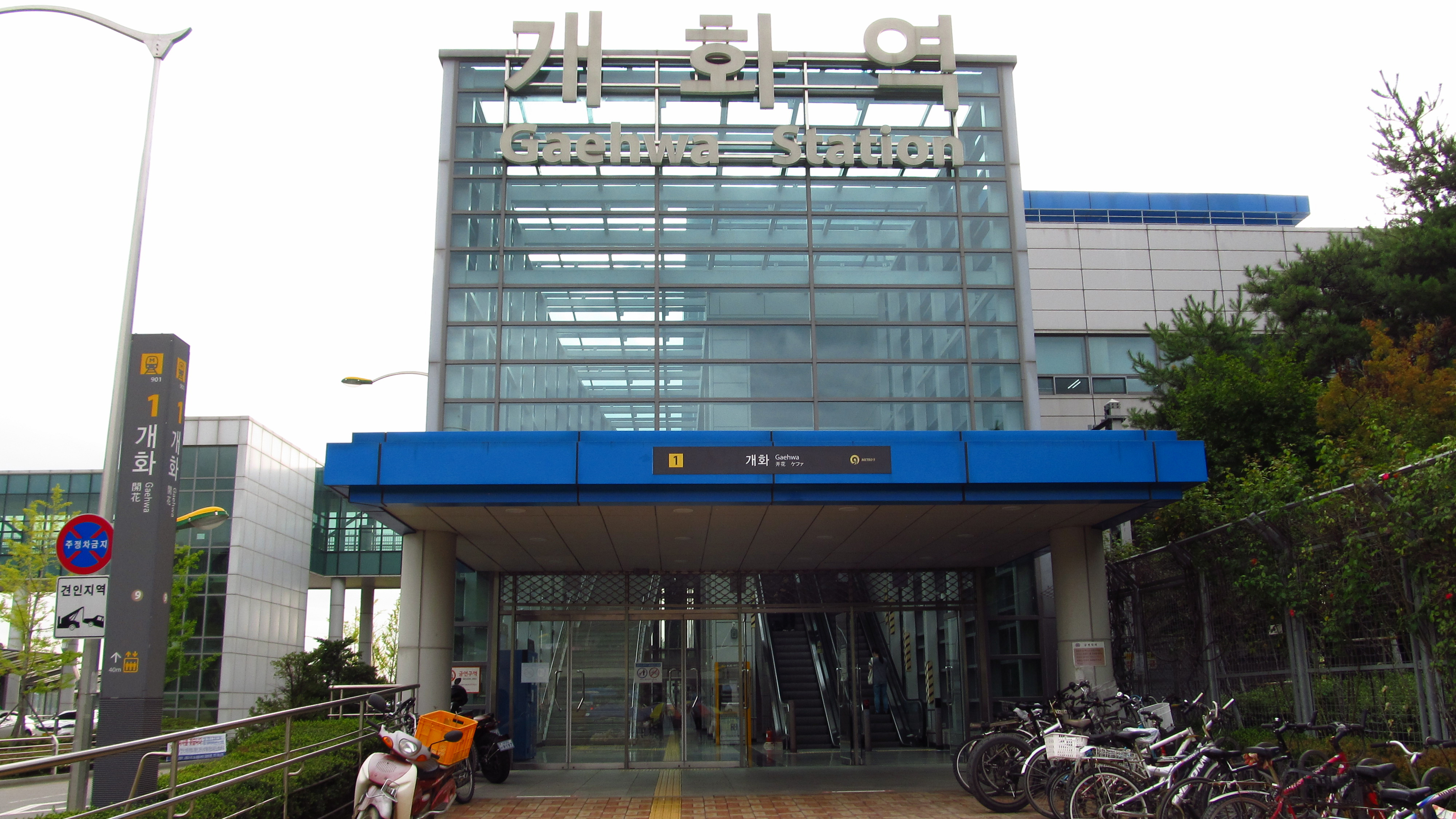
1番出口を正面から
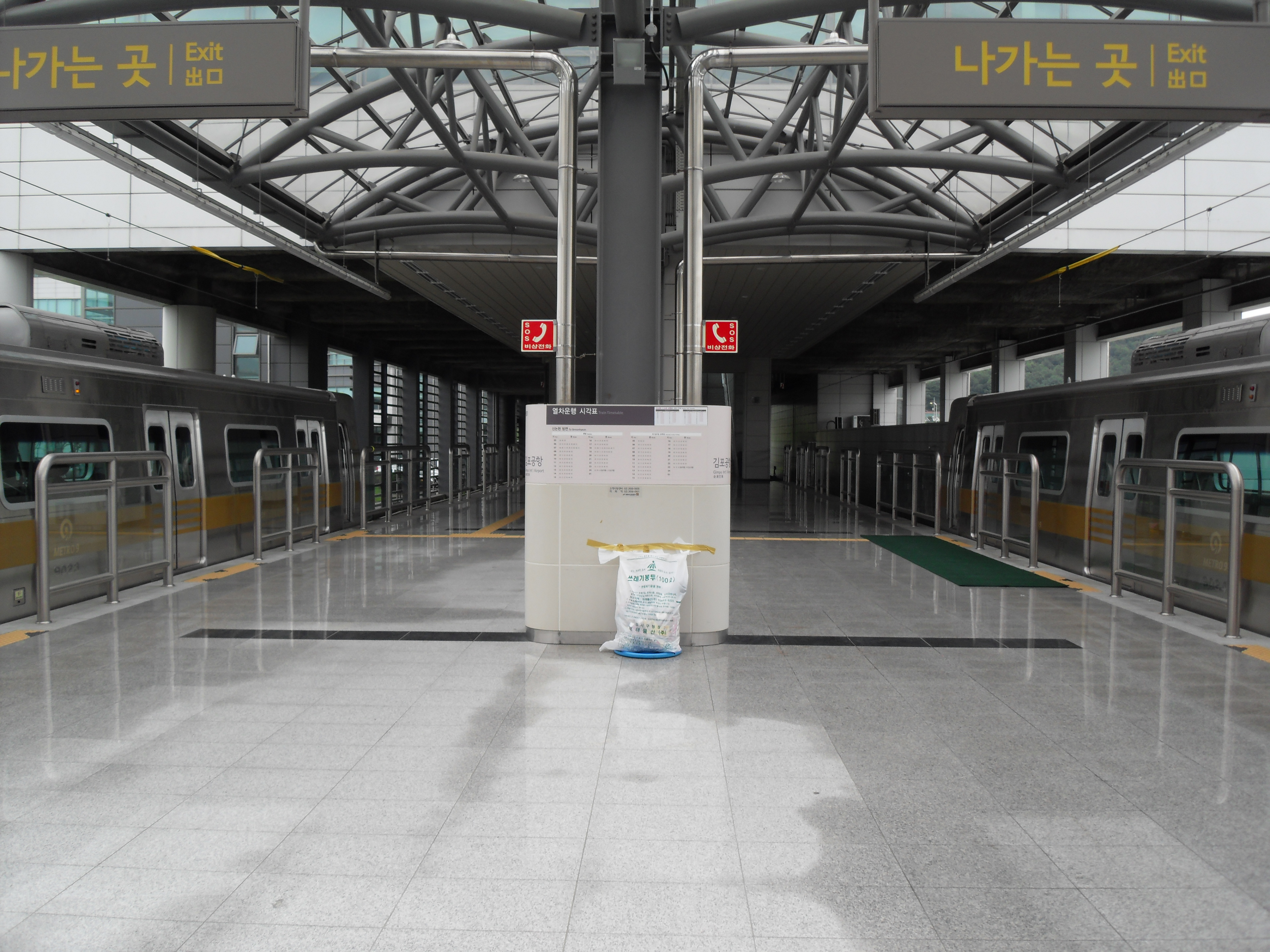
ホームドア設置前のホーム
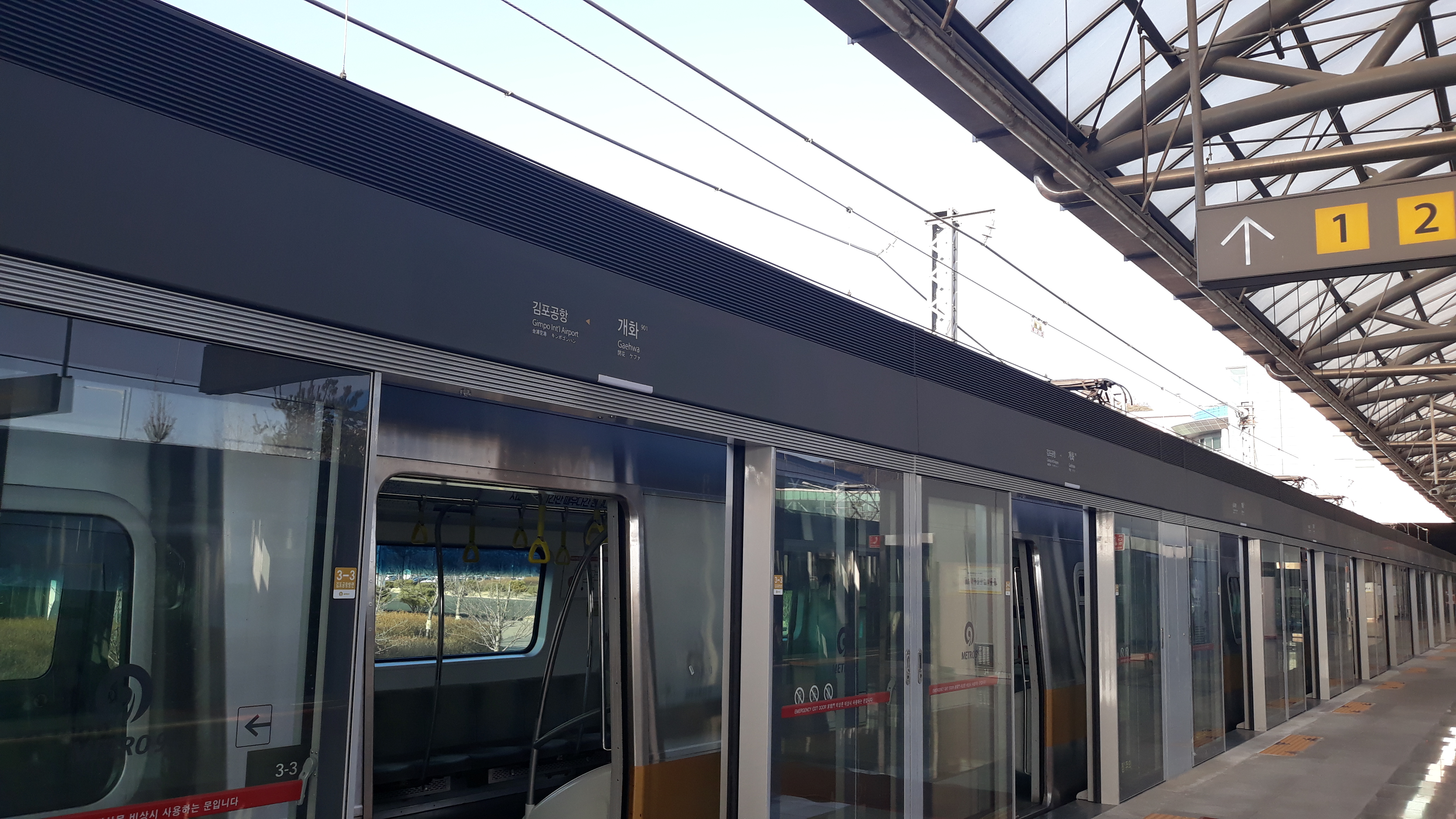
設置中のホームドア（2018年2月）
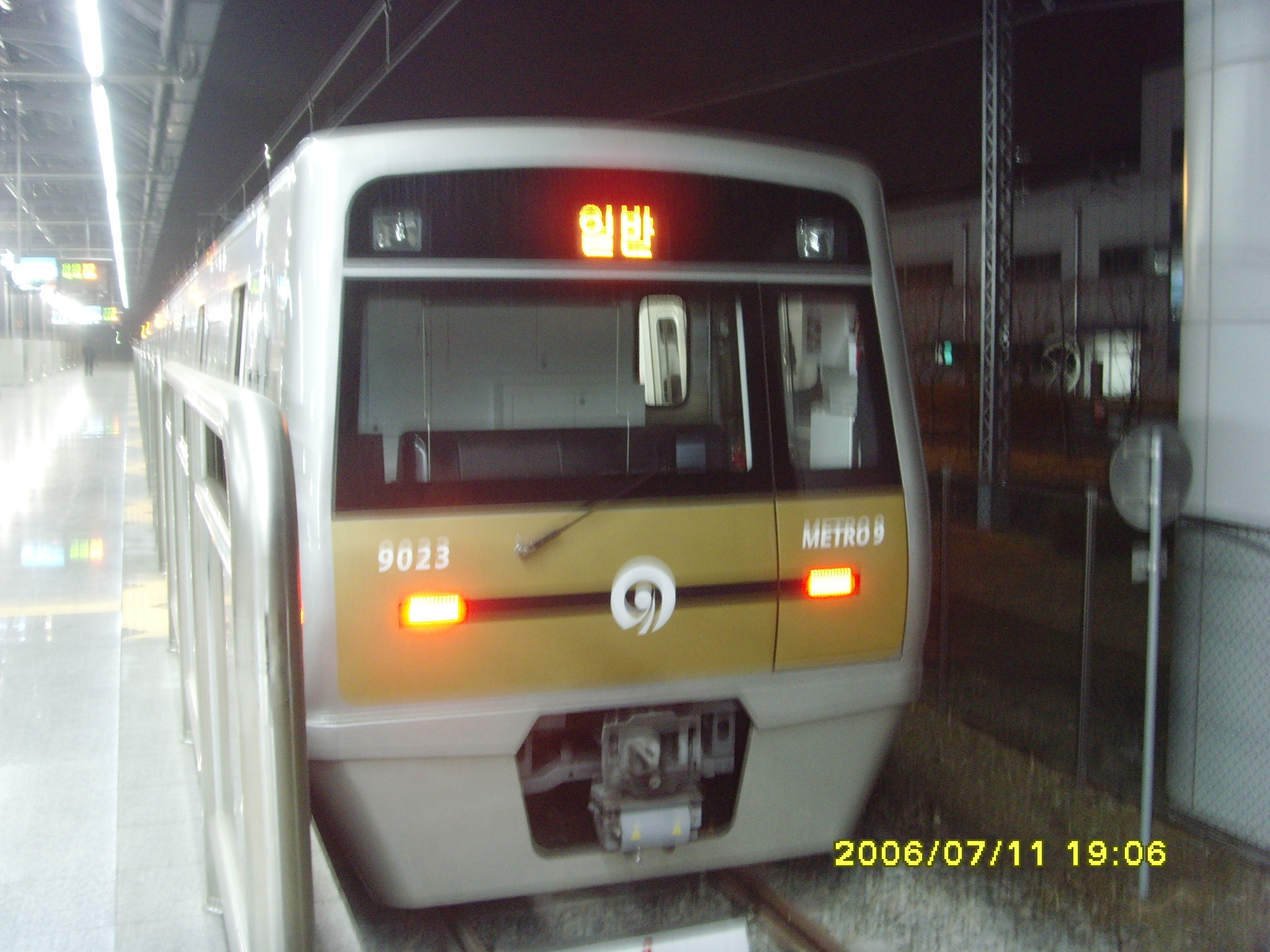
停車中の9000系電車(ホームドア設置前)